# 경기도지사 구 관사
경기도지사 구 관사(京畿道知事 舊 官舍)는 대한민국 경기도 수원시 팔달구 화서동에 있는 건축물이다. 2017년 8월 8일 대한민국의 국가등록문화재 제689호로 지정되었다.

## 개요
해방 이후 건축된 모더니즘 경향의 60년대 주거건축이 현재 거의 남아 있지 않은 상황에서 도지사 관사건물로서 간결하고 단순한 당시 모더니즘 주거건축의 특징을 잘 보여주고 있다.

## 건축학적 특징
1960년대, 한국의 주요건축물은 모더니즘 경향이 강한 디자인으로 만들어졌는데 이 건물도 경기도청 본관에서 사용한 디자인 컨셉을 유지하고 있다. 1960년대에 건축가들이 즐겨 구사하던 스킵 플로어 타입의 주거건축으로 공적인 부분과 가족들의 사적인 부분이 적절하게 구분되어 있다.
장식을 배제하고 건물의 형태와 창, 문의 개구부들의 비례, 적극적인 테라스 활용, 거실과 정원의 연결 등, 현대식 주거건축의 특징을 잘 드러내고 있다.

## 같이 보기
- 경기도청사 구관 - 국가등록문화재 제688호

## 참고 자료
- 경기도지사 구 관사 - 국가유산청 국가유산포털